# Giovanni Lorini
Giovanni Lorini (Travagliato, 14 marzo 1957) è un allenatore di calcio ed ex calciatore italiano, di ruolo centrocampista.

## Carriera

### Giocatore
Cresciuto nelle giovanili del Milan, col quale ottiene 10 presenze in Serie A senza riuscire ad imporsi come titolare, nella stagione 1977-1978 disputa 4 incontri di campionato nel Lanerossi Vicenza che concluderà il campionato con uno storico secondo posto finale; ad ottobre viene ceduto al Monza in uno scambio con Franco Cerilli.
Dopo aver disputato le due migliori stagioni della storia del Monza (due quarti posti in Serie B, ed uno spareggio per la promozione perso col Pescara) nel 1979 passa al Genoa dove disputa due campionati con Gianni Di Marzio e Luigi Simoni allenatori, conquistando nella seconda la promozione in A, di cui non può godere, perché viene subito ceduto al Brescia appena retrocesso in B.
Dopo due stagioni al Brescia, la prima delle quali conclusasi con la retrocessione in Serie C1, torna al Monza dove diventa uno dei giocatori più rappresentativi disputando tre campionati di Serie B.
Nel 1986 è stato squalificato per il Calcio Scommesse Bis per 5 anni, ma poi la pena viene ridotta e riprende a giocare nei dilettanti sino a 39 anni.
Ha totalizzato complessivamente 14 presenze in Serie A, 229 presenze e 9 reti in Serie B, 59 presenze e 4 reti (in Serie C).

### Allenatore
Ha quindi intrapreso l'attività di allenatore, alternando il ruolo di primo allenatore nelle serie minori a quella di allenatore del settore giovanile (al Milan e al Genoa) e di allenatore in seconda. Poi ha seguito Gianni De Biasi nelle sue esperienze sulle panchine di Levante e Torino.
Nella stagione 2009-2010 è head coach dell'Academy Milan a Toronto, in Canada, mentre dal 2010 assume il ruolo di supervisore delle scuole calcio rossonere in Italia.

## Palmarès

### Giocatore

#### Competizioni giovanili
- Blue Stars/FIFA Youth Cup: 1

Milan: 1977

#### Competizioni nazionali
- Coppa Italia: 1

Milan: 1976-1977